# Only Time
«Only Time» (с англ. — «Лишь время») — сингл ирландской певицы и автора песен Энии, выпущенный 13 ноября 2000 года в качестве лид-сингла с ее пятого студийного альбома A Day Without Rain. Он достиг 1-го места в чартах Канады, Германии, Польши и Швейцарии, 2-го места в Австрии и 10-го места в Billboard Hot 100.

## Выпуск
В 2001 году сингл был снова выпущен в качестве радио-ремикса. Эния пожертвовала доходы от продажи этого сингла в Фонд вдов и детей, чтобы помочь семьям пожарных, погибших в результате теракта 11 сентября 2001 года в Нью-Йорке.

## Использование
Сингл вошел в саундтрек к фильму «Сладкий ноябрь». После 11 сентября продажи альбома и его ведущего сингла «Only Time» взлетели после того, как он был использован несколькими радио и телевизионными сетями в репортажах. В результате сингл поднялся на 10-ю строчку в чарте синглов Billboard Hot 100 и 1-ю строчку в чарте Hot Adult Contemporary Tracks. Летом и осенью 2001 года канал NBC использовал песню в рекламных роликах сериала «Друзья». Эния исполнила песню на World Music Awards 2001.
13 ноября 2013 года была запущена реклама Epic Split для линейки Volvo Trucks Volvo FM, в которой была использована песня «Only Time». Успех рекламы привел к тому, что сингл снова вошел в Billboard Hot 100 под номером 43, и в UK Singles Chart под номером 95. Позже бренд Kraft Foods использовал песню в своей рекламе. Песня звучала в обзорах голов серии игр Даллас Старз в Американ Эйрлайнс-центр.

## Видеоклип
Музыкальное видео было снято режиссёром Грэмом Финком. Оно было выпущено в 2000 году. В 2020 году, в честь празднования 20-летия записи, видео было ремастировано в формате 4K. Эта версия была выпущена в марте 2020 года.

## Награды
В 2002 году песня получила премию ECHO за Лучший сингл года.

## Трек-лист
2000 original release (single)
1. «Only Time»
2. «The First of Autumn»
3. «The Promise»

2001 remix release (EP)
1. «Only Time (S.A.F. remix)»
2. «Oíche Chiúin»
3. «Willows on the Water»
4. «Only Time»

"Oíche Chiún" is properly spelled as "Oíche Chiúin" on some editions.
Promotional 2001 release
1. «Only Time (S.A.F. pop radio remix)»

2004 reissue release
1. «Only Time (S.A.F. pop radio remix)»

## Чарты
| Чарт (2000—2002)                           | Высшая позиция |
| ------------------------------------------ | -------------- |
| Австралия (ARIA)                           | 69             |
| Австрия (Ö3 Austria Top 40)                | 2              |
| Бельгия/Валлония (Ultratip Bubbling Under) | 11             |
| Канада (Nielsen SoundScan)                 | 1              |
| Европа (Eurochart Hot 100)                 | 5              |
| Франция (SNEP)                             | 48             |
| Германия (GfK)                             | 1              |
| Италия (FIMI)                              | 17             |
| Нидерланды (Single Top 100)                | 44             |
| Польша (ZPAV)                              | 1              |
| Шотландия (OCC Scotland)                   | 38             |
| Швеция (Sverigetopplistan)                 | 28             |
| Швейцария (Schweizer Hitparade)            | 1              |
| Великобритания (OCC UK Singles)            | 32             |
| США (Billboard Hot 100)                    | 10             |
| США (Billboard Adult Contemporary)         | 1              |
| США (Billboard Adult Pop Airplay)          | 1              |
| США (Billboard Pop Airplay)                | 11             |

| Чарт (2010)                                 | Высшая позиция |
| ------------------------------------------- | -------------- |
| США (Top New Age Digital Tracks, Billboard) | 1              |

| Чарт (2013)             | Высшая позиция |
| ----------------------- | -------------- |
| Франция (SNEP)          | 92             |
| Венгрия (Single Top 40) | 10             |
| Ирландия (IRMA)         | 58             |
| США (Billboard Hot 100) | 43             |

| Чарт (2001)                       | Позиция |
| --------------------------------- | ------- |
| Австрия (Ö3 Austria Top 40)       | 9       |
| Европа (Eurochart Hot 100)        | 50      |
| Германия (Official German Charts) | 2       |
| Швейцария (Schweizer Hitparade)   | 8       |
| США (Billboard Hot 100)           | 59      |

| Чарт (2002)                     | Позиция |
| ------------------------------- | ------- |
| Швейцария (Schweizer Hitparade) | 97      |

### Чарты десятилетия
| Чарт (2000—2009)                  | Позиция |
| --------------------------------- | ------- |
| Германия (Official German Charts) | 99      |

## Сертификации
| Регион | Сертификация | Продажи  |
| --- | ------------ | -------- |
| Австрия (IFPI Austria) | Золотой      | 25 000*  |
| Дания (IFPI Danmark) | Золотой      | 45 000   |
| Германия (BVMI) | 3× Золотой   | 750 000^ |
| Италия (FIMI) · sales since 2009 | Золотой      | 25 000   |
| Швейцария (IFPI Switzerland) | Золотой      | 25 000^  |
| Великобритания (BPI) | Серебряный   | 200 000  |
| * Данные о продажах приведены только на основе сертификации. · ^ Данные о тиражах приведены только на основе сертификации. · Данные о продажах + прослушиваниях приведены только на основе сертификации. |              |          |